# Heiliggrab-Bruderschaft Pfunds

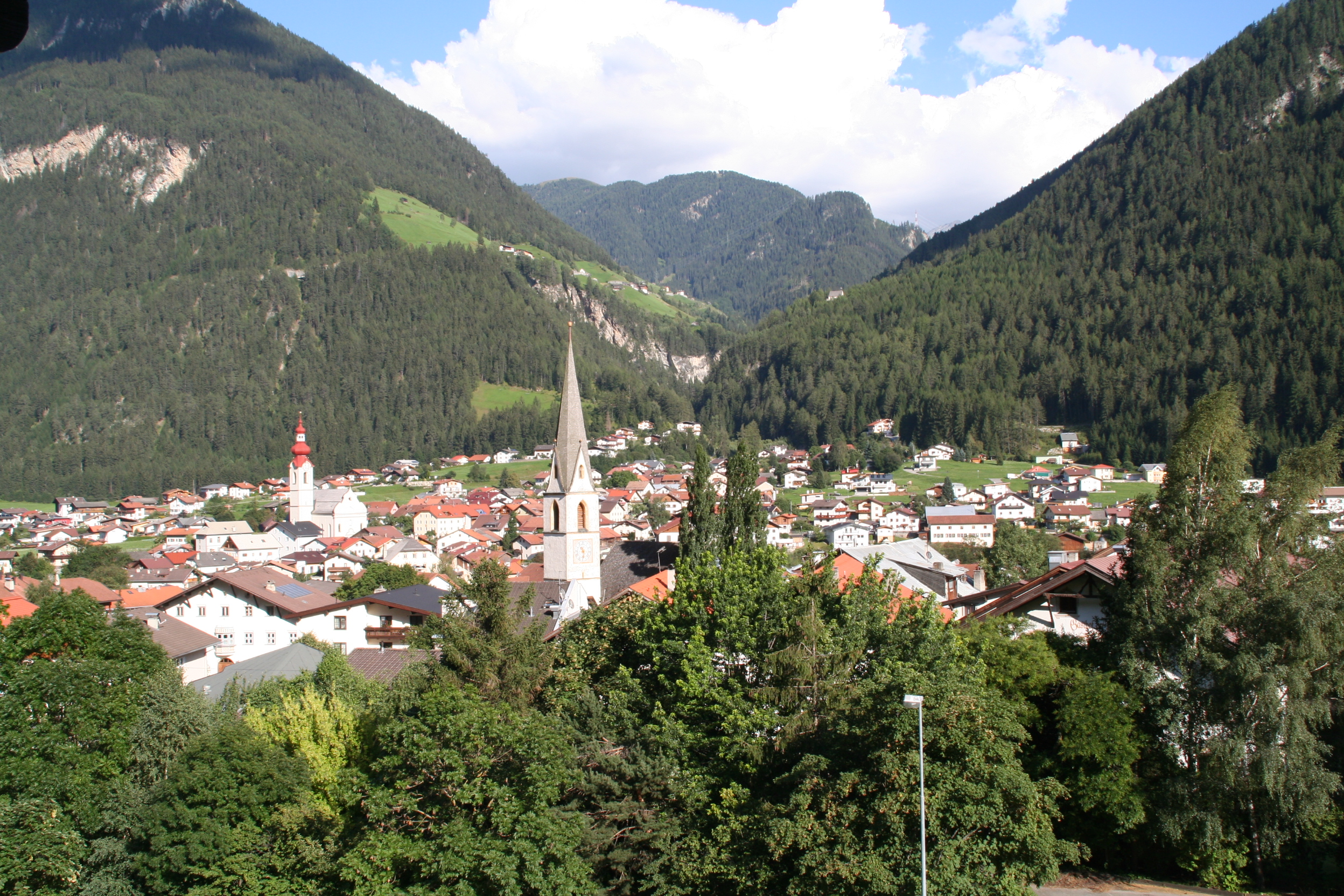
Blick von Westen auf Pfunds, in der Mitte die Liebfrauenkirche

Die Heiliggrab-Bruderschaft Pfunds ist eine Anbetungsbruderschaft der Diözese Innsbruck, die im Jahr 1511 gegründet wurde. Die Bruderschaft hat die Aufgabe, jeden Samstag vor dem Palmsonntag das Heilige Grab in der Liebfrauenkirche in Pfunds aufzustellen und anschließend dort von Karfreitag bis Karsamstag zu beten. Diese Tradition wird von 12 Gruppen, bestehend aus 6 männlichen Mitgliedern, abwechselnd durchgeführt. Sie agieren dabei unabhängig von der katholischen Pfarre und der Gemeindeverwaltung Pfunds.
Die Heiliggrab-Bruderschaft Pfunds ist seit dem 25. September 2013 ein immaterielles Kulturerbe der UNESCO.

## Historische Entwicklung der Heiliggrab-Bruderschaft Pfunds
Der Ursprung der Heiliggrab-Bruderschaft Pfunds reicht bis in die Zeit Kaiser Maximilians I. im 16. Jahrhundert zurück. Aufgrund eines verheerenden Brandes im Jahr 1918, der die Originaldokumente vernichtete, basiert ein Großteil des heutigen Wissens über die Heiliggrab-Bruderschaft Pfunds auf Sekundärüberlieferungen und den Aufarbeitungsarbeiten von Professor Robert Klien. Die Heiliggrab-Bruderschaft Pfunds gilt mit der Gründung im Jahr 1511 als die älteste Anbetungsbruderschaft der Diözese Innsbruck und ist aufgrund ihres Fortbestands, der soliden Zugehörigkeit zur Dorfgemeinschaft und der beständigen Mitgliedschaften Teil der nationalen Liste des immateriellen Kulturerbes Österreichs.

## Aktuelle Aktivitäten
Die Heiliggrab-Bruderschaft Pfunds kümmert sich um die Aufstellung des heiligen Grabes in der Liebfrauenkirche im Ort Pfunds sowie die Pflege dieser Tradition.
Neben dem Aufstellen der Grabstätte aus dem Jahr 1511 sieht die Bruderschaft ihre Aufgabe in der Verehrung des Leidens und Sterbens Jesu Christi. Diese Huldigung erfolgt durch ununterbrochene Anbetung der Grabstätte im Zeitraum von Karfreitag 15 Uhr bis Karsamstag 15 Uhr. Dabei teilen die Mitglieder ihren Dienst in Schichten ein, den sie in blauen Kutten abhalten. Darüber hinaus widmen sich die Heiliggrab-Brüder der betenden Begleitung von feierlichen Prozessionen, so beispielsweise bei der Beerdigung eines Bruders. Außerdem versuchen die Mitglieder, ihre Tradition auch in der regionalen Bevölkerung zu erhalten und zu verbreiten.
Die Organisation ist selbstständig, sie teilt sich in 12 Gruppen mit je 16 Mitgliedern. Vorsteher der Gemeinschaft ist der Meister, dieser wird durch die Mitglieder der Bruderschaft auf unbestimmte Zeit gewählt. Mitgliedschaften werden vererbt oder bei fehlenden Erben neu vergeben.

## Bruderschaften
Bruderschaften haben ihren Ursprung in den Gebets- und Totenriten der spätantiken Ostkirche. Im Laufe der Jahrhunderte erfüllten Bruderschaften verschiedene Funktionen: von religiösen Vereinigungen, die sich auf Pflege von Frömmigkeit und Nächstenliebe konzentrierten, bis hin zu berufständigen städtisch-bürgerlichen Bünden, die Gilden und Zünften ähnelten. Gegen Ende des Mittelalters öffneten sich Bruderschaften breiteren Bevölkerungsschichten, was zu einer Popularität führte, die während des Barocks einen Höhepunkt erreichte. 1783 kam es zu einem Verbot der Bruderschaften im habsburgischen Herrschaftsbereich, da das josephinische Staatskirchentum Bruderschaften ablehnte. Im 19. Jahrhundert entstanden die Herz-Jesu-Bünde. Die Anzahl an Bruderschaften ist jedoch zurückgegangen. Ein Grund dafür ist die fortschreitende Säkularisierung der Gesellschaft.
Das religiöse Brauchtum von Bruderschaften zeigt sich besonders bei Prozessionen und Sakramentswachen.

### Bruderschaften in Tirol
Die erste Bruderschaft in Tirol wird 1145 verzeichnet und von der Solothurner St. Valentinbruderschaft gegründet mit dem Ziel, sich um Pilger zu kümmern. 1386 entstand die St. Christophbruderschaft, welche für die Obsorge von Pilgern am Arlberg zuständig war. Im Laufe des Mittelalters entstanden zahlreiche Bruderschaften in Tirol. Durch die Aufklärung und staatliche Repressionen ging ihre Anzahl stark zurück. Heute existieren nur noch wenige, darunter die Haller Partisaner und die Schwazer Salva Guardia.